# Sites mégalithiques du Puy-de-Dôme
Les sites mégalithiques du Puy-de-Dôme sont peu nombreux mais la position géographiquement centrale du département constitue un carrefour où aboutit un certain nombre de grands courants voisins (quercynois principalement et dans une moindre mesure atlantique). Les dolmens et les menhirs sont architecturalement très homogènes, rarement spectaculaires et très concentrés géographiquement. Ils correspondent à un mégalithisme assez tardif, de la deuxième moitié du Néolithique. Le matériel archéologique retrouvé est assez pauvre.

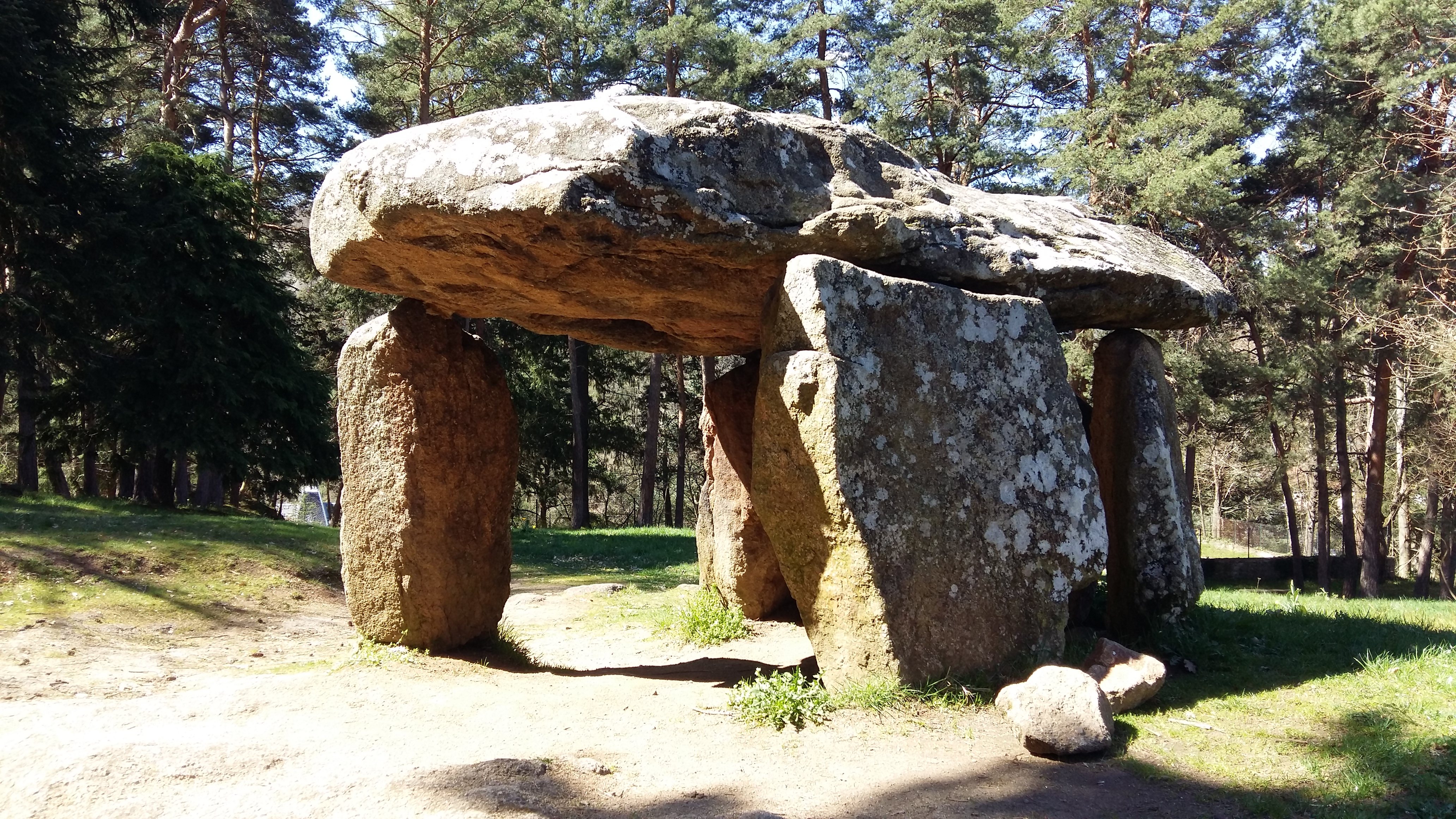
Le dolmen du Parc à Saint-Nectaire

Le folklore populaire associé à ces constructions mégalithiques est rare et peu original.

## Répartition géographique
| \| Clermont-Ferrand Ambert Issoire Riom Thiers \| Répartition géographique des mégalithes. · : dolmen - : menhir - : autre site mégalithique |
| Clermont-Ferrand Ambert Issoire Riom Thiers                                                                                                  |

La région de Saint-Nectaire (6 dolmens) et les environs de Clermont-Ferrand (6 menhirs) et Riom (2 menhirs) concentrent plus du tiers des constructions mégalithiques du département. A contrario, la Limagne et le nord-est du département ne comportent aucun édifice. Il ne semble pas que cette disparité soit liée au contexte géologique. La plupart des monuments ont été édifiés sur des massifs cristallins, en utilisant la pierre locale, granitique ou volcanique. Le dolmen de Cournols est le seul édifice connu comportant une dalle d'origine lointaine et ayant nécessité un transport difficile compte tenu du relief.
En général, les dolmens ont été édifiés sur des plateaux ou à flanc de massif à une altitude comprise entre 400 m et 1 080 m et les menhirs dans les plaines et vallées entre 340 m et 955 m d'altitude. Dans tous les cas, les mégalithes ont été dressés sur des éminences ou des versants, avec une volonté manifeste de dominer un territoire et d'être visibles de loin,. Dans la majorité des cas, les blocs utilisés pour la construction 'ont pas été trouvés sur le lieu d'implantation et ont nécessité un transport sur des distances allant de quelques dizaines de mètres à 10 Km. Les emplacements ont été dictés par des critères d'ordre topographique plus que géologique,.

## Dolmens et menhirs
Les dolmens du département appartiennent essentiellement au type des dolmens simples (type « A » ou « B »). On ne connaît qu'une seule allée couverte (l'Usteau du Loup) et qu'un seul dolmen de type angevin, à portique, celui de Cournols. La très grande majorité de ces dolmens appartiennent ainsi au groupe des dolmens du Causse (Aveyron et Lot) ; a contrario deux édifices se distinguent par une influence marquée du mégalithisme venu de l'ouest (Pierre Fade, Usteau du Loup).
Les chambres sont pratiquement toujours de forme rectangulaire (hormis la Pierre Fade) mais de taille variable. La plus petite chambre sépulcrale est celle de la Pierre Cuberte, la plus spacieuse celle de l'Usteau du Loup. Les chambres ouvrent surtout à l'est et au sud-est, seul le dolmen de la Pineyre semble ouvrir à l'ouest mais il n'est pas certain qu'il s'agisse de son ouverture d'origine. Les faces internes des orthostates sont généralement planes, voire lisses, alors que les faces externes sont demeurées à l'état brut. Le dolmen de Boisseyre est quant à lui le seul dolmen du département ayant conservé sa dalle de fermeture.  Les tumuli sont de forme ovoïde, avec une taille comprise entre 8 m et 12 m de diamètre pour 1,50 m de hauteur en moyenne.
Les menhirs sont constitués de blocs naturels, le plus souvent en granite porphyroïde et dans une moindre mesure en basalte, arkose ou grès. « L'absence totale, en Limagne, de blocs de roche dure de volume suffisant (basaltes) ou de forme adéquate » explique cette prédominance du granite. Si les formes sont très variées au niveau de la section (triangulaire, carrée, ovalaire...), les angles et le sommet sont généralement arrondis. Quelques menhirs ont été retaillés lors de leur christianisation (menhir de Villars, Croix de Saint-Roch, menhir de Freydefond). Seuls quatre spécimens atteignent ou dépassent les 4 m de hauteur, la hauteur moyenne s'établissant aux alentours de 2,50 m. 

## Fouilles archéologiques et datation
Les plus anciennes fouilles connues sont celles effectuées par l'abbé Croizet en 1841 à Cournols. Beaucoup de dolmens ayant été pillé de longue date, peu d'entre eux ont livré un matériel archéologique. Seuls cinq dolmens ont fourni du matériel lithique et trois du matériel céramique. Quant aux ossements, les sols acides n'ont permis leur conservation qu'à de rares exceptions (dolmen du Parc, dolmen de Saillant, dolmen de la Grotte. La plupart des monuments ne sont pas datés de façon précise faute de recherches récentes.
L'étude du mobilier archéologique découvert permet toutefois de dater les édifices mégalithiques du département d'une période comprise entre le Néolithique moyen (2 800 à 2 700 av. J.-C.) jusqu'au deuxième Âge du fer (Ier siècle av. J.-C.).

## Légendes, croyances et pragmatisme
Comme dans d'autres départements, l'association des mégalithes aux fées, aux géants et aux loups est assez répandue dans le Puy-de-Dôme, comme l'atteste le nom même de certains monuments (pierre des fées, grotte des fées, Palet de Roland (Samson), Cabane du loup...). Pour autant, peu de légendes précises nous sont parvenues.
L'assimilation des monuments à la culture celtique est aussi une erreur commune (autel des Druides, dolmen du Puy-de-Crouël). Toutefois, la crainte inspirée par les monuments n'empêche pourtant pas de leur accorder parfois un rôle utilitaire de bornage (menhir de Gourdon, menhir de Méjanesse).

## Inventaire
Dans sa Statistique monumentale du département du Puy-de-Dôme, Jean-Baptiste Bouillet dresse en 1846 le premier inventaire connu des sites mégalithiques du département. Il recense alors 10 dolmens, 14 menhirs et 8 pierres branlantes. En 1864, Alexandre Bertrand mentionne 13 dolmens. La Liste des dolmens et allées couvertes de la Gaule classés par département de 1878 mentionne 15 dolmens répartis sur 13 communes. En 1880, Étienne Castagné recense 25 dolmens, 19 menhirs, 2 pierres à bassins, 11 pierres branlantes et 1 « pierre diverse » (sic). En 1901, Adrien de Mortillet comptabilise 20 menhirs, et Joseph Déchelette mentionne 29 dolmens, en 1908. En 1909, Léon Coutil publie un Inventaire sommaire des monuments mégalithiques du Puy-de-Dôme. À partir de 1910, le docteur G. Charvilhat entreprend une étude approfondie des mégalithes du département et confectionne une Carte préhistorique du département du Puy-de-Dôme où il recense 30 dolmens, 19 menhirs et 3 pierres à bassins. Cette liste comprend beaucoup de faux monuments. Actualisée en 1931 par ses soins, elle ne compte plus que  10 dolmens, 2 allées couvertes, 15 menhirs et 12 pierres à bassin. Le décompte de Fernand Niel en 1958 reprend les décomptes de Mortillet et Déchelette et les actualise, soit 20 dolmens et 20 menhirs.
Le dernier inventaire systématique connu est celui de Sylvie Amblard en 1983. Elle aboutit au décompte suivant :
- dolmens : 16 monuments véritables, 3 monuments hypothétiques à l'état de vestiges, 13 monuments hypothétiques disparus, 6 monuments douteux disparus, 14 sites identifiés à tort comme dolmens et 3 confusions entre sites ;
- menhirs : 22 monuments véritables, 18 monuments hypothétiques disparus, 2 faux menhirs ;
- 9 pierres à cupules.

En 2019, une trentaine de menhirs (dont une statue-menhir anthropomorphe féminine), en cercle, en fer à cheval (cromlech) ou alignés et une tombe avec cairn sont découverts à Veyre-Monton.
| Nom usuel                         | Commune                    | Remarque | Protection                     | Coordonnées                         | Illustration                  |
| --------------------------------- | -------------------------- | --- | ------------------------------ | ----------------------------------- | ----------------------------- |
| Dolmen de Boisseyre               | Ambert                     | autre nom : Pierre Couverte                                                                                                 | Classé MH (1927)               | 45° 32′ 46″ N, 3° 42′ 13″ E         | Dolmen dit La Pierre Couverte |
| Menhir du Pont d'Aubière          | Aubière                    | autre nom : Pierre Piquée                                                                                                   | Inscrit MH (1971)              | 45° 45′ 25″ N, 3° 07′ 48″ E         | Pierre Piquée                 |
| Menhir de Fohet                   | Aydat                      | autre nom : Pierre Longue                                                                                                   |                                | 45° 38′ 50″ N, 2° 59′ 20″ E         | Pierre longue                 |
| Pierrelatte                       | Blot-l'Église              | menhir | détruit                        |                                     |                               |
| Dolmen de Loubaresse              | Le Broc                    | | Classé MH (1978)               | 45° 30′ 55″ N, 3° 15′ 35″ E         | Dolmen de Loubaresse          |
| Pierre Fichade                    | Le Broc                    | | détruit                        |                                     |                               |
| Pierrefitte                       | Bromont-Lamothe            | menhir | disparu                        |                                     |                               |
| Pas de Gargantua                  | Chambon-sur-Dolore         | pierre à cupules |                                |                                     |                               |
| Pierre Fichade                    | Champeix                   | | Classé MH (1889)               | 45° 35′ 57″ N, 3° 07′ 17″ E         | Pierre Fichade                |
| Dolmen du Puy-de-Crouël           | Clermont-Ferrand           | autres noms : Menhir de la Sarre, Autel des Druides                                                                         | Classé MH (1965)               | 45° 46′ 13″ N, 3° 07′ 34″ E         |                               |
| Menhir du Brézet                  | Clermont-Ferrand           | |                                | enterré                             |                               |
| Menhir de Sainte-Anne             | Clermont-Ferrand           | autre nom : Pierre Longue                                                                                                   | Classé MH (1924)               | 45° 46′ 42″ N, 3° 08′ 54″ E         | Menhir de Sainte-Anne         |
| Menhir du Puy de la Poix          | Clermont-Ferrand           | autre nom : Pierre Piquée, déplacé de quelques mètres.                                                                      |                                | 45° 46′ 55″ N, 3° 08′ 48″ E         | Menhir du Puy de la Foix      |
| Dolmen de la Grotte               | Cournols                   | | Classé MH (1889)               | 45° 38′ 29″ N, 3° 02′ 11″ E         | Dolmen de la Grotte           |
| Menhir de Montotoute              | Davayat                    | autre nom : Pierre du Tombeau                                                                                               | Classé MH (1889)               | 45° 56′ 49″ N, 3° 06′ 33″ E         |                               |
| Dolmen détruit                    | Dore-l'Église              | |                                |                                     |                               |
| Pierre Cuberte                    | Job                        | dolmen douteux | Inscrit MH (1979)              | 45° 38′ 06″ N, 3° 45′ 45″ E         |                               |
| Dolmen détruit                    | Lezoux                     | |                                |                                     |                               |
| Mégalithe                         | Les Martres-de-Veyre       | Découvert lors de travaux et déplacé sur un talus                                                                           |                                |                                     |                               |
| Grosse Pierre du Bois des Brosses | Menat                      | menhir |                                | 46° 07′ 13″ N, 2° 51′ 30″ E         |                               |
| La Chabanette                     | Montaigut-le-Blanc         | dolmen | détruit                        |                                     |                               |
| Menhir de Gourdon                 | Montaigut-le-Blanc         | autres noms : Pierre Fichée, Pierre Piquée, Pierre des Fées, Pierre du Territoire (introuvable à ce jour)                   |                                |                                     |                               |
| Autel des Druides                 | Murol                      | mégalithe douteux | Classé MH (1948)               |                                     |                               |
| Menhir de Villars                 | Orcines                    | christianisé |                                | 45° 46′ 40″ N, 3° 01′ 51″ E         | Menhir de Villars             |
| Menhir de Pessat-Villeneuve       | Pessat-Villeneuve          | menhir déplacé en bord de route.                                                                                            |                                | 45° 55′ 26″ N, 3° 09′ 21″ E         |                               |
| Pierre Poujinaire                 | Riom                       | autre nom : Menhir de la Varenne, déplacé au bord d'un stade de football.                                                   |                                | 45° 53′ 04″ N, 3° 07′ 32″ E         | Menhir du stade de la Varenne |
| Menhirs de Barbouly               | Sainte-Christine           | 2 menhirs | Classé MH (1982)               | 46° 05′ 06″ N, 2° 49′ 50″ E         | Menhirs de Barbouly           |
| Dolmen de Pierre-Fade             | Saint-Étienne-des-Champs   | | Classé MH (1989)               | 45° 47′ 48″ N, 2° 35′ 43″ E         | Dolmen de Pierre-Fade         |
| Croix de Berzet                   | Saint-Genès-Champanelle    | menhir douteux |                                |                                     | Croix de Berzet               |
| Menhir de Chatrat                 | Saint-Genès-Champanelle    | Référencé par J P Bouillet                                                                                                  |                                | 45° 43′ 33″ N, 3° 00′ 02″ E         |                               |
| Menhir de Thèdes                  | Saint-Genès-Champanelle    | christianisé et déplacé. |                                | déplacé 45° 44′ 08″ N, 3° 01′ 23″ E | Menhir de Thèdes              |
| Pierre Sanglante                  | Saint-Genès-du-Retz        | pierre à cupules |                                | 46° 03′ 51″ N, 3° 12′ 31″ E         |                               |
| Menhir de la Pierre aux Prades    | Saint-Germain-l'Herm       | autre nom La Grosse Femme authenticité incertaine                                                                           |                                | 45° 27′ 29″ N, 3° 30′ 35″ E         |                               |
| Menhir de Saint-Germain-l'Herm    | Saint-Germain-l'Herm       | authenticité incertaine |                                | 45° 27′ 34″ N, 3° 32′ 32″ E         |                               |
| Dolmen de Farges                  | Saint-Germain-près-Herment | autre nom : Dolmen de Montaury                                                                                              | Classé MH (1889)               | 45° 43′ 56″ N, 2° 32′ 39″ E         |                               |
| Usteau du Loup                    | Saint-Gervazy              | allée couverte | Classé MH (1896)               | 45° 24′ 37″ N, 3° 12′ 26″ E         | Usteau du Loup                |
| Croix de Saint-Roch               | Saint-Nectaire             | menhir christianisé |                                | 45° 35′ 11″ N, 2° 58′ 43″ E         | Croix de Saint-Roch           |
| Dolmen de Chabareau               | Saint-Nectaire             | |                                |                                     |                               |
| Dolmen du Parc                    | Saint-Nectaire             | autre nom : Second Palet de Samson                                                                                          | Classé MH (1862)               | 45° 34′ 52″ N, 2° 59′ 40″ E         | Dolmen du Parc                |
| Dolmen de la Pineyre              | Saint-Nectaire             | autre nom : Dolmen de la Bonnet                                                                                             | Classé MH (1923)               | 45° 35′ 52″ N, 2° 59′ 00″ E         | Dolmen de la Pineyre          |
| Dolmen de Saillant                | Saint-Nectaire             | autres noms : Le Palet de Roland, Le Palet de Samson, La Grotte aux Fées                                                    | Classé MH (1862)               | 45° 34′ 11″ N, 3° 01′ 13″ E         | Dolmen de Saillant            |
| Dolmen de Sapchat                 | Saint-Nectaire             | | ruiné                          | 45° 34′ 45″ N, 2° 58′ 26″ E         | Dolmen de Sapchat             |
| Menhir de Freydefond              | Saint-Nectaire             | |                                | 45° 35′ 55″ N, 2° 58′ 43″ E         | Menhir de Freydefond          |
| Dolmen du Lac                     | Saint-Pierre-Colamine      | autres noms : La Pierre Sanglante, La Guillotine                                                                            | Classé MH (1927)               | 45° 32′ 23″ N, 2° 59′ 57″ E         |                               |
| Dolmen de Méjanesse               | Saint-Sauves-d'Auvergne    | | détruit                        |                                     |                               |
| Menhir de Méjanesse               | Tauves                     | autres noms : Pierre des Plaines des Landais, Pierre des Quatre Curés, Pierre des Quatre Cures, Pierre des Quatre Paroisses | Classé MH (1976)               | 45° 35′ 18″ N, 2° 39′ 21″ E         |                               |
| Mégalithes de Veyre-Monton        | Veyre-Monton               | alignements, cromlech, statue-menhir, cairn                                                                                 | Découverts et détruits en 2019 | 45° 41′ 00″ N, 3° 08′ 39″ E         |                               |
| Pierrefade                        | Veyre-Monton               | menhir | détruit                        |                                     |                               |